# 家族の肖像 (さだまさしのアルバム)
『家族の肖像』（かぞくのしょうぞう）は、シンガーソングライターさだまさしの1991年7月25日発表のソロ17枚目のオリジナル・アルバムである。

## 概要
タイトルにあるとおり「家族」をテーマにしたものであり、「青春」や「結婚」、「恋」という人生に訪れる様々な場面を表現している。さだはこれらを四季に例え、家族という存在の中に内包される普段は見えない「愛」の領域を探るために作成したと後に答えている。

## 収録曲
| 全作詞・作曲: さだまさし、全編曲: 服部隆之（特記以外）。 |                                               |            |            |      |
| #                                                        | タイトル                                      | 作詞       | 作曲・編曲 | 時間 |
| 1.                                                       | 「春」                                        | さだまさし | さだまさし | 5:28 |
| 2.                                                       | 「ハックルベリーの友達」(編曲: 渡辺俊幸)      | さだまさし | さだまさし | 4:53 |
| 3.                                                       | 「ヨシムラ」(編曲: 石川鷹彦)                  | さだまさし | さだまさし | 4:11 |
| 4.                                                       | 「神様のくれた5分」                           | さだまさし | さだまさし | 5:22 |
| 5.                                                       | 「猫に鈴」                                    | さだまさし | さだまさし | 5:47 |
| 6.                                                       | 「October 〜リリー・カサブランカ〜」          | さだまさし | さだまさし | 6:11 |
| 7.                                                       | 「秋の虹」                                    | さだまさし | さだまさし | 4:49 |
| 8.                                                       | 「戦友会」                                    | さだまさし | さだまさし | 5:37 |
| 9.                                                       | 「秘恋」(編曲: 渡辺俊幸)                      | さだまさし | さだまさし | 5:34 |
| 10.                                                      | 「奇跡 〜大きな愛のように〜」(編曲: 渡辺俊幸) | さだまさし | さだまさし | 6:48 |
| 合計時間:                                                | 合計時間:                                     | 54:40      |            |      |

### 解説
1. 春
失くした恋への償いとして、再び訪れた人生の春である「恋」を、今度こそは幸せな結果にしようと決心する男の心境を表した曲。
2. ハックルベリーの友達
さだが幼少期に愛読した『トム・ソーヤーの冒険』の登場人物であるハックルベリーを、子供達の心の象徴として表現し、子供の頃の感性や約束の大切さを表現した曲。
さだは、この曲に多用されている「Huckleberry Friends Forever」のフレーズを歌うのに苦労させられたために、さだがかつて作った曲「バニヤン樹に白い月」（『夢回帰線』収録）で協力してくれたマウイ島の子供達に協力を要請したとライナーノーツで語っている。
3. ヨシムラ
子供の頃の様々な思い出と、大人になってからの思い出と現実の埋められない溝を、さだの弟である佐田繁理と、彼が怖れた「ヨシムラ」という人物を用いて表現した曲。
4. 神様のくれた5分
些細なことで昔の恋の思い出を懐かしむ女性を表現した曲。
5. 猫に鈴
さだの、若くして他界した従兄に対して、彼が生前好んだザ・ビーチ・ボーイズをイメージしてさだが作り上げた鎮魂曲と追憶曲の両面を持つ曲。
これ以外にも彼をモデルとしている曲として有名なものは、グレープ時代の「精霊流し」がある。
また、さだは彼の母親（つまりさだの叔母）をモデルとして、「椎の実のママへ」という作品を作っている。
さだの小説『精霊流し』には、前述した二人をモデルにした人物が登場する。
6. October 〜リリー・カサブランカ〜
10月という物静かでどこか物淋しさを持つ季節にあわせて昔の恋を思い出す男性の心境を表現した曲。
また、さだは1980年代に一世を風靡したデイヴィッド・フォスターがかつて話した、「日本の曲は転調することが少ないので美しさに欠け、このままでは世界に通用しない。」という忠告に基づいて、1コーラス中に2回転調するという技法をこの曲に使用した。
なお、リリー・カサブランカはユリの品種名である。
7. 秋の虹
さだが作り、山口百恵によって世に広まった「秋桜」に登場する、花嫁の母の視点から嫁いでいく娘に向けての幸せを願う曲である。
この花嫁と母親のモデルは、さだの妹の佐田玲子と佐田兄弟の母である。
8. 戦友会
さだの父をモデルに、「戦争」について深く考えていくことを訴えかける曲。
さだは、戦争は絶対に起こしてはならないと考えているが、すでに起こった太平洋戦争やその他諸々の争いを『過去』の出来事で終わらせて行くべきではなく、後の時代に平和の大切さを伝える教訓として教えていくべきであると考えている。
この曲を作った時に「戦争という行為を美化するつもりは無いが、参戦を余儀なくされた人々の心を推し量っていくことが必要だ。」とさだは述べている。
9. 秘恋
大人になったさだの視点から見た、さだの幼少期に逝去した祖母が抱いていた秘恋について思い起こしている曲。
10. 奇跡 〜大きな愛のように〜
トヨタ・カローラ（7代目）CMメインテーマ曲。
「愛」という人の間に存在する大きな奇跡の素晴らしさを賛美した曲。

- 全曲とも作詩[2]・作曲：さだまさし

### 挿入曲
- 秋の虹：ピアノソナタ第14番『月光』作曲者：ベートーヴェン

## 楽曲協力
- ジャケット人形制作：与勇輝
- コーラス協力
  - ハックルベリーの友達
    - 森の木児童合唱団
    - SACRED HEART Boys & Girls Choir in Maul

  - 猫に鈴
    - 比山貴咏史
    - 木戸泰弘
    - 鈴木雪夫

### 主な参加ミュージシャン
- ギター：笛吹利明、石川鷹彦
- ピアノ：山田秀俊
- ドラムス：島村英二

他多数